# ダレン・ケイブ
ダレン・ケイブ（Darren Cave、1987年4月5日 - ）は、アイルランドの元ラグビーユニオン選手。

## プロフィール
- 北アイルランド・ホリウッド出身[1]。
- 現役時代のポジションはセンター(CTB)。
- 身長 183cm、体重 93kg
- U20アイルランド代表に選ばれたことがある。
- 7人制アイルランド代表に選ばれたことがある。
- アイルランド代表通算キャップ数は11でラグビーワールドカップ2015のアイルランド代表に選ばれた[2]。

## 略歴
2007年、アルスターに加入。 
2019年、現役を引退した。